# امیرحسین قهرایی
امیرحسین قهرایی(زاده اسفند ۱۳۳۲، اصفهان) فیلمساز، کارگردان و بازیگر ایرانی است. بیشترین شهرت او به دلیل ساخت برنامه‌های دوربین مخفی است و تا کنون بیش از پانصد آیتم دوربین مخفی تولید کرده‌است. او دانش‌آموخته رشته فیلمسازی و کارگردانی از انگلستان است.

## آثار

### تلویزیون
- فیلم مستند زندگی‌نامه محمودخان ملک‌الشعرای صبا (کارگردانی، ۱۳۵۶)
- فیلم مستند نقاشی‌های قهوه‌خانه‌ای به نام نقشی از خیال (۱۳۵۷)
- فیلم مستند نقاشی‌های مذهبی و پرده‌خوانی (۱۳۵۸)
- سریال کودکان طرح کاد (داستانی آموزشی)
- فیلم کوتاه کلنل مِید این (برای نوجوانان)
- فیلم کوتاه ماجرای رحیم (نوجوانان)
- فیلم کوتاه من و مش کاظم (برنده جایزه بهترین فیلم کوتاه در جشنواره بین‌المللی فجر ۱۳۶۴)
- مجموعه گشت و گذار (کارگردان، ۱۳۶۴)

- علی کوچولو (کارگردان، ۱۳۶۴)[۳]
- چاق و لاغر (نویسنده و کارگردان، ۱۳۶۸)[۴]
- مجموعه دوربین مخفی (نویسنده و کارگردان، ۱۳۷۰)
- شب‌زدگان (سریال در ۱۶ قسمت .تهیه‌کننده و کارگردان، ۱۳۷۸ نویسنده نسرین رفشا)[۵]
- امیر و غول چراغ جادو( سریال در ۱۴ قسمت تهیه کننده و کارگردان نوشته نسرین رفشا ۱۳۸۰)
- قصه‌های تهرانی (کارگردان، ۱۳۸۵)
- دوربین کنجکاو (نویسنده و کارگردان، ۱۳۸۸)
- تیزر های تلویزیون ( بیش از ۱۵۰۰ تیزر تبلیغاتی از سال ۱۳۶۹ تا کنون)

### سینما
- خانه آقای حقدوست (بازیگر، ۱۳۵۹)[۶]
- زمان از دست رفته (دستیار کارگردان، ۱۳۶۸)[۷]
- سفر پرماجرا (بازیگر، ۱۳۷۴)[۸]
- بازیوو (کارگردان، ۱۳۹۸)[۹]

### شبکه خانگی
- شوخی با شما (نویسنده و کارگردان)
- شوخی با ستارگان (کارگردان، ۱۳۹۲)